# Liste des arrêts de la Cour suprême des États-Unis, volume 550
Ceci est une liste des arrêts de la Cour suprême des États-Unis du volume 550 de l’United States Reports:

## Liste
- Bell Atlantic Corp. v. Twombly,  (Docket No. 05-1126)
- EC Term of Years Trust v. United States,  (Docket No. 05-1541)
- Global Crossing Telecommunications, Inc. v. Metrophones Telecommunications, Inc.,  (Docket No. 05-705)
- Gonzales v. Carhart,  (Docket No. 05-380)
- Hinck v. United States,  (Docket No. 06-376)
- James v. United States,  (Docket No. 05-9264)
- KSR Int'l Co. v. Teleflex Inc.,  (Docket No. 04-1350)
- Ledbetter v. Goodyear Tire & Rubber Co.,  (Docket No. 05-1074)
- Los Angeles County v. Rettele,  (Docket No. 06-605)
- Microsoft Corp. v. AT&T Corp.,  (Docket No. 05-1056)
- Office of Sen. Mark Dayton v. Hanson,  (Docket No. 06-618)
- Roper v. Weaver,  (Docket No. 06-313)
- Schriro v. Landrigan,  (Docket No. 05-1575)
- Scott v. Harris,  (Docket No. 05-1631)
- United Haulers Assn., Inc. v. Oneida-Herkimer Solid Waste Management Authority,  (Docket No. 05-1345)
- Watters v. Wachovia Bank, N. A.,  (Docket No. 05-1342)
- Winkelman v. Parma City School Dist.,  (Docket No. 05-983)
- Zuni Public School Dist. No. 89 v. Department of Education,  (Docket No. 05-1508)